# Al Musaymir
Al Musaymir (arapski: مُسَيْمِيرالقاعدة), je grad u planinama Jemena, u muhafazi Lahidž. Grad leži na desnoj obali Vadi Tubana, udaljen je oko 100 km sjeverno od luke Aden, te oko 80 km od regionalnog središta Taizza. Grad ima 27.636 stanovnika (popis iz 2004.).

## Povijest grada
Al Musaymir je bio središte Sultanata Haushabi od 1886. do 1967. godine. Do 1963. u gradu i okolici živjelo je oko 10.000 ljudi uglavnom pripadnika plemena Haushabi. Danas međutim u gradu živi mješano stanovništvo.
Al Musaymir je u prošlosti imao izuzetnu stratešku važnost, jer je osiguravao put Aden i Taizz, ali i zbog tog jer se nalazi u gornjem dijelu Wadi Tubana (koji ima vode), a koji je glavni vodoopskrbni izvor za grad Lahij. 
U gradu je najveća znamenitost bivša sultanova palača, sagrađena od velikih kamenih blokova. 